# Lanzenkirchen
Lanzenkirchen är en ort och kommun  i Österrike. Den ligger i distriktet Wiener Neustadt-Land i förbundslandet Niederösterreich, 50 kilometer söder om huvudstaden Wien. 
Kommunen består av fem orter (Ortschaften) (inom parentes invånarantal 1 januari 2024):
- Frohsdorf (1 186)
- Haderswörth (1 294)
- Kleinwolkersdorf (803)
- Lanzenkirchen (874)
- Ofenbach (230)